# Helicocranchia papillata
Helicocranchia papillata är en bläckfiskart som först beskrevs av Voss 1960.  Helicocranchia papillata ingår i släktet Helicocranchia och familjen Cranchiidae. Inga underarter finns listade i Catalogue of Life.